# Bavarichthys incognitus
Bavarichthys incognitus è un pesce osseo estinto, appartenente ai crossognatiformi. Visse nel Giurassico superiore (Titoniano, circa 150 milioni di anni fa) e i suoi resti fossili sono stati ritrovati in Germania.

## Descrizione
Questo pesce era di forma slanciata, dotato di una grossa testa (lunga circa il 30 % del totale dell'animale) e poteva raggiungere i 20 centimetri di lunghezza. Il muso era allungato e appuntito, ed era fornito di numerosi piccoli denti aguzzi ai margini delle mascelle. Rispetto agli altri crossognatiformi, Bavarichthys era dotato di alcune caratteristiche uniche, tra cui la presenza dei primi tre infraorbitali indipendenti (mentre il quarto e il quinto erano fusi), due ossa sopramascellari, una serie di fulcri basali epassiali e alcuni fulcri sfrangiati associati al margine dorsale della pinna caudale.

## Classificazione
Bavarichthys incognitus venne descritto per la prima volta nel 2010, sulla base di fossili eccezionalmente conservati provenienti dal giacimento di Ettling, in Baviera, uno dei famosi depositi di calcari litografici della Germania meridionale, il più famoso dei quali è Solnhofen.
Bavarichthys era un rappresentante basale dei crossognatiformi, un gruppo di pesci dalla forma solitamente slanciata, tipici del Cretaceo ma originatisi nel corso del Giurassico superiore. Bavarichthys è uno dei crossognatiformi più antichi, eccezion fatta per alcune forme sudamericane tra cui Varasichthys e Chongichthys. Insieme a quest'ultimo, Bavarichthys potrebbe essere parte di uno stock basale da cui si sono poi differenziate le altre famiglie di crossognatiformi.